# 温妮·马迪基泽拉-曼德拉
温妮·马迪基泽拉-曼德拉（英語：Winnie Madikizela-Mandela，1936年9月26日—2018年4月2日），南非著名的反种族隔离人士，纳尔逊·曼德拉的前妻。她于1994年起任南非议会议员，并曾于1994年至1996年间出任文艺科技部副部长。她是非洲人国民大会的成员，曾任非国大全国执行委员会委员，并领导过非国大女性联盟。她的支持者视马迪基泽拉-曼德拉为“南非国母”。

## 生平
马迪基泽拉-曼德拉原名溫妮·諾姆紮莫·馬迪基澤拉出生于南非东部比扎纳的科萨人。她于1958年与纳尔逊·曼德拉在约翰内斯堡成婚。他们之间的结婚共存续了38年，并育有两女。1963年曼德拉经利弗尼亚审判入狱，她在此后27年曼德拉监禁期间代表了曼德拉的公众形象。期间，她致力于南非国内的反种族隔离运动。
在1980年代中期，馬迪基澤拉-曼德拉在索韦托曾經實施了「恐怖統治」，由曼德拉政權成立的真相与和解委员会(TRC)針對違反人權的調查揭示了她在那段期間的暴力活動。真相與和解委員會的調查發現馬迪基澤拉-曼德拉「對由『曼德拉聯合足球俱樂部』造成之大量暴行要負起政治以及道德上的責任」，曼德拉聯合足球俱樂部是負責她維安的保鑣團隊之代稱。馬迪基澤拉-曼德拉指使保鑣團隊以火頸鍊這類酷刑對待向警察提供資料的告密者以及其敵對政黨南非國民黨的同夥。她的保鑣團隊實施的暴行也包含綁票、虐待、謀殺，最為知名的罪行是對於一位叫做莫克西的當地年輕人之虐待致死。
当曼德拉于1990年获释后，两人于1992年分居，并最终于1996年3月离婚。不过他们此后仍保持联系，她曾在曼德拉晚年病重期间探望过他。